# Hestrus
Hestrus je francouzská obec v departementu Pas-de-Calais v regionu Hauts-de-France. Žije zde 219 obyvatel.

## Geografie

### Sousední obce
| Růžice kompasu | Boyaval                  | Sains-lès-Pernes      | Tangry  | Růžice kompasu |
| Růžice kompasu | Eps                      | Sever                 |         | Růžice kompasu |
| Růžice kompasu | Eps                      | Hestrus               |         | Růžice kompasu |
| Růžice kompasu | Eps                      | Jih                   |         | Růžice kompasu |
| Růžice kompasu | Monchy-Cayeux Hernicourt | Conteville-en-Ternois | Huclier | Růžice kompasu |